# Грей, Девон
Де́вон Грей (англ. Devon Graye; 8 марта 1987 года, Маунтин-Вью, Калифорния, США) — американский актёр и сценарист.

## Биография

### Ранние годы
Грей родился в городе Маунтин-Вью, штат Калифорния 8 марта 1987 года. Он обучался актёрскому мастерству в Американской Консерватории в Сан-Франциско. Несмотря на то, что Грей является американцем, он жил в Англии на протяжении четырёх лет обучения в школе.

### Карьера
С 2006 года Девон Грей сыграл около 60 ролей в кино и на телевидении.
Известность актёру принесла роль Декстера Моргана в подростковом возрасте в сериале «Декстер».
В 2019 году по его сценарию вышел фильм «В тихом омуте».

### Личная жизнь
С сентября 2012 года встречается с актёром Джорданом Джаварисом.

## Фильмография
| Год       |   | Русское название                               | Оригинальное название                      | Роль                                                      |
| --------- | - | ---------------------------------------------- | ------------------------------------------ | --------------------------------------------------------- |
| 2007      | ф | Лучший удар                                    | Her Best Move                              | -                                                         |
| 2007      | ф | Шрам                                           | Scar                                       | Пол Уотс (Paul Watts)                                     |
| 2008      | ф | Крутая Пэт                                     | Wisegal                                    | Нино-рассказчик (Nino Narrator)                           |
| 2008      | ф | Новые приключения                              | Novel Adventures                           | Майлс (Miles)                                             |
| 2008      | ф | Счастливого Рождества, Дрейк и Джош            | Merry Christmas, Drake & Josh              | Люк (Luke)                                                |
| 2009      | ф | Зов предков                                    | Call of the Wild                           | Оз Хипп (Ozz Heep)                                        |
| 2009      | ф | Заманить                                       | A Lure: Teen Fight Club                    | Тайлер Пэйдж (Tyler Page)                                 |
| 2009      | ф | Исход осень                                    | Exodus Fall                                | Дэйна Майнор (Dana Minor)                                 |
| 2010      | ф | Шелуха                                         | Husk                                       | Скотт (Scott)                                             |
| 2010      | ф | Легендарный                                    | Legendary                                  | Кэльвин «Коул» Четли (Calvin «Cal» Chetley)               |
| 2010      | ф | Школа Авалон                                   | Avalon High                                | Марко Кэмпбелл (Marco Campbell)                           |
| 2011      | ф | Красная фракция: Происхождение                 | Red Faction: Origins                       | Лео (Leo)                                                 |
| 2012      | ф | Первооткрыватели                               | The Discoverers                            | Джек (Jack)                                               |
| 2007—2007 | с | Близко к дому                                  | Close to Home                              | Спенсер Гордон (Spencer Gordon)                           |
| 2006—2009 | с | Декстер                                        | Dexter                                     | Декстер Морган в подростковом возрасте (Dexter Morgan)    |
| 2008—2008 | с | Воздействие                                    | Leverage                                   | Майкл Кларк (Michael Clark)                               |
| 2008—2008 | с | Кости                                          | Bones                                      | Робби Тиммонс (Robbie Timmons)                            |
| 2008—2008 | с | C.S.I.: Место преступления Майами              | CSI: Miami                                 | Ноа Кэмпбелл (Noah Campbell)                              |
| 2009—2009 | с | Спасите Грейс                                  | Saving Grace                               | Люк Килер (Luke Keeler)                                   |
| 2009—2009 | с | C.S.I.: Место преступления                     | CSI: Crime Scene Investigation             | Крэйг Мейсон (Craig Mason)                                |
| 2012—2012 | с | Американская история ужасов                    | American horror story                      | Джед Поттер (Jed Potter)                                  |
| 2011—2011 | с | Люди Альфа                                     | Alphas                                     | Мэтью Харли (Matthew Hurley)                              |
| 2014—2018 | с | Флэш                                           | The Flash                                  | Аксель Уолкер / Трикстер II (Axel Walker / The Trickster) |
| 2017      | ф | В этом мире я больше не чувствую себя как дома | I Don't Feel at Home in This World Anymore | Кристиан Румак — младший                                  |
| 2022      | ф | Нет                                            | Nope                                       | Мейбридж                                                  |